# M1 (autoestrada)
| M1 Motorway            |                                                                                      |
|                        |                                                                                      |
| Extensão               | 310,6 km (193 mi)                                                                    |
| Inauguração            | 1959                                                                                 |
| Limite sul             | A406, em Londres                                                                     |
| Destinos primários     | Luton Milton Keynes Northampton Leicester Nottingham Derby Sheffield Wakefield Leeds |
| Limite norte           | A1, em Wetherby                                                                      |
| Principais interseções | M25 M10 M45 M6 M69 M18 M62 M621 A1                                                   |
| Estrada(s) europeia(s) | \| E 13 \|                                                                           |
| E 13                   |                                                                                      |

A M1 é a maior auto-estrada de sentido sul-norte da Inglaterra, conectando Londres a Leeds. Ela é considerada a primeira auto-estrada interurbana a ser completada no Reino Unido.